# Wojciech Bewziuk
Wojciech Bewziuk (ur. 25 kwietnia?/8 maja 1902 w Okładnem k. Baru, zm. 20 lipca 1987 w Moskwie) – generał dywizji ludowego Wojska Polskiego, dowódca 1 Dywizji Piechoty im. Tadeusza Kościuszki.

## Życiorys
Pochodzenia polskiego. Ukończył 2 klasy szkoły ludowej w Okładnem (1911–1913) i 4 klasy szkoły powszechnej w Barze (1913–1917). Do Armii Czerwonej wstąpił według różnych danych w 1918 lub w czerwcu 1924. Jako elew 2 Kaukaskiego pułku piechoty brał udział w tłumieniu powstania narodowego w Gruzji w 1924 roku. Ukończył Oficerską Szkołę Artylerii w Kijowie (1927–1931), a także roczne kursy w Akademii Wojskowej w Leningradzie (1933–1934) i Moskwie (1938). 
W czasie wojny niemiecko-radzieckiej, w latach 1941–1943 dowodził kolejno: dywizjonem 383 pułku artylerii haubic 86 Dywizji Piechoty (do sierpnia 1941), następnie był szefem sztabu 909 pułku artylerii 336 Dywizji Piechoty (sierpień – październik 1941), szefem sztabu artylerii 336 DP (październik 1941 – grudzień 1942), wreszcie dowódcą artylerii 336 DP (grudzień 1942 – maj 1943). W maju 1943 roku odkomenderowany w stopniu pułkownika do 1 Dywizji Piechoty, dowodził artylerią dywizji (17 maja – 20 listopada 1943), a następnie objął dowództwo dywizji (20 listopada 1943 – 27 września 1945). Walczył pod Lenino, pod Dęblinem i Puławami, na warszawskiej Pradze, na Wale Pomorskim i w Brandenburgii. Dowodzona przez niego jednostka zakończyła wojnę biorąc udział w szturmie Berlina. Oceniany jako przeciętny dowódca. Awansował do stopnia generała brygady (13 marca 1944) i generała dywizji (1 sierpnia 1945). 
Po wojnie został dowódcą Lubelskiego Okręgu Wojskowego (27 września 1945 – 27 listopada 1946) i jednocześnie przewodniczącym Wojewódzkiego Komitetu Bezpieczeństwa w Lublinie, następnie był inspektorem artylerii w Śląskim Okręgu Wojskowym (27 listopada 1946 – 20 września 1948), Głównym Inspektorem Artylerii Wojska Polskiego (30 września 1948 – 12 kwietnia 1950).
Podczas stalinizacji Wojska Polskiego prowadzonej za czasów marszałka Rokossowskiego został przeniesiony na niższe stanowisko zastępcy Głównego Inspektora Artylerii WP (12 kwietnia 1950 – 1 września 1950), a następnie zastępcy dowódcy artylerii WP (1 września 1950 – 3 grudnia 1951). Skierowany na Wyższy Kurs Doskonalenia Oficerów w Akademii im. K. Woroszyłowa w Moskwie (3 grudnia 1951 – 27 marca 1953). Po powrocie do Polski był szefem artylerii Śląskiego Okręgu Wojskowego (27 marca – 25 listopada 1953), a następnie Warszawskiego Okręgu Wojskowego (25 listopada 1953 – 12 listopada 1955).
W styczniu 1956 roku powrócił do ZSRR i służył w Armii Radzieckiej. W stanie spoczynku mieszkał w Moskwie. Był dwukrotnie żonaty. Pierwsza żona Jekaterina Iwanowna, druga żona Maria Czerwińska z domu Bredzis, oficer służby zdrowia. Miał dwie córki.

## Ordery i odznaczenia
- Order Sztandaru Pracy I klasy (1954)[5]
- Krzyż Komandorski Orderu Odrodzenia Polski (1945)[5]
- Order Krzyża Grunwaldu III klasy (1945)[5]
- Krzyż Złoty Orderu Virtuti Militari (11 maja 1945)[6][7][8]
- Krzyż Srebrny Order Virtuti Militari (11 listopada 1943)[5]
- Złoty Krzyż Zasługi (1946)[5]
- Złoty Medal „Zasłużonym na Polu Chwały” (1951)[5]
- Medal za Warszawę 1939–1945 (17 stycznia 1946)[9]
- Medal za Odrę, Nysę, Bałtyk
- Srebrny Medal „Siły Zbrojne w Służbie Ojczyzny” (1953)
- Brązowy Medal „Siły Zbrojne w Służbie Ojczyzny”
- Złota Odznaka „Na Straży Pokoju” (1976)[5]
- Złota odznaka honorowa „Za Zasługi dla Warszawy” (1960)[10]
- Odznaka Kościuszkowska
- Order Lenina (ZSRR, 15 listopada 1950)
- Order Czerwonego Sztandaru (ZSRR, trzykrotnie: 1 listopada 1943, 3 listopada 1944, 5 listopada 1954)[5]
- Order Czerwonej Gwiazdy (ZSRR, 5 listopada 1942)[5]
- Order Kutuzowa I klasy (ZSRR, 29 maja 1945)[5][11]
- Order Wojny Ojczyźnianej I klasy (6 kwietnia 1985)
- Medal „Za obronę Moskwy” (ZSRR)
- Medal „Za wyzwolenie Warszawy” (ZSRR)
- Medal „Za zdobycie Berlina” (ZSRR)
- Medal „Za zwycięstwo nad Niemcami w Wielkiej Wojnie Ojczyźnianej 1941–1945” (ZSRR)
- Medal „Weteran Sił Zbrojnych ZSRR” (ZSRR)
- Medal Jubileuszowy „30 lat Armii Radzieckiej i Floty” (ZSRR)
- Medal Jubileuszowy „50 lat Sił Zbrojnych ZSRR” (ZSRR)
- Medal Jubileuszowy „60 lat Sił Zbrojnych ZSRR” (ZSRR)